# 郝寨站
郝寨站是一个陇海线上的铁路车站，位于江苏省徐州市铜山区夹河乡，建于1915年，目前为四等站，邮政编码为221148。目前不办理客运营业；货运：办理整车货物发到；危险货物仅办理农药、化肥发到。